# Foto di famiglia
Foto di famiglia (浅田家!?, Asadake!) è un film del 2020 diretto da Ryōta Nakano.
Il film è basato sui libri fotografici Asadake e Album no Chikara del fotografo Masashi Asada interpretato da Kazunari Ninomiya.
Il 22 settembre 2020 è stato annunciato che il film sarebbe stato presentato al 36º Festival internazionale del cinema di Varsavia e al 25º Busan International Film Festival.

## Trama
Masashi Asada è un giovane fotografo che vive con i genitori e il fratello maggiore Yukihiro. Per il progetto di diploma della scuola di fotografia, Masashi fotografa un divertente momento familiare. La foto ottiene un grande successo e porta il giovane a realizzare una serie di foto di famiglia divertenti che daranno vita ad un libro di fotografie che vincerà un premio importante.
Successivamente, Masashi inizia a viaggia per il Giappone scattando ritratti di famiglia. Nel 2011, mentre si trova nella prefettura di Iwate, ha luogo il terremoto del Tōhoku con successivo tsunami. Masashi decide di aiutare Ono Yosuke, che sta recuperando fotografie trovate nella speranza di restituire questi ricordi alle loro famiglie.

## Riconoscimenti
- 2020 - Festival internazionale del cinema di Varsavia[4]
  - NETPAC Award
  - Candidatura al Grand Prix
- 2021 - Awards of the Japanese Academy
  - Candidatura Miglior attore non protagonista a Satoshi Tsumabuki
  - Candidatura Miglior film
  - Candidatura Miglior regista